# Codex Cumanicus
Codex Cumanicus (slovensko Kumanski kodeks) je srednjeveški jezikovni priročnik, napisan kot pripomoček za komuniciranje katoliških duhovnikov s Kumani, nomadskim ljudstvom turškega porekla. Napisan je bil na začetku 14. stoletja, verjetno leta 1303. Edini primerek kodeksa hrani Knjižnica svetega Marka v Benetkah (Cod. Mar. Lat. DXLIX).

## Nastanek in vsebina
Kodeks se je razvijal verjetno več časa. Trgovci ter politični in verski vodje, zlasti ogrski, so potrebovali učinkovito komunikacijo s Kumani od njihovega prihoda sredi 11. stoletja. Ko so začele italijanske mestne države, med njimi tudi Genova, ustanavljati svoje kolonije na obalah Črnega morja, se je močno povečala potreba za učenje kipčaškega jezika. 
Najzgodnejši del Kodeksa je nastal v 12. ali 13. stoletju, potem pa se je dograjeval. Primerek iz beneške knjižnice je iz leta 1330 (na fol. 1r je datum 11. julij 1330). Kodeks vsebuje več neodvisnih del, združenih v eno.
Zgodovinarji ga običajno delijo v dva različna in neodvisna dela:
- Prvi del (fol. 1r-55v) je slovar kipčaškega jezika, ki vsebuje besede v pogovorni italo-latinščini in njihove prevode v perzijski in kipčaški jezik. Ta del se imenuje italijanski del ali knjiga tolmačenj. Vprašanji, ali perzijski del nastal preko kipčaških posrednikov in ali je bil perzijski jezik lingua franca sredozemskih trgovcev, sta še vedno predmet burnih znanstvenih  razprav.

- Drugi del (56r-82v) je zbirka različnih verskih besedil, vključno s prevodom molitve Oče naš, ugank v kipčaškem jeziku in njihovih prevodov v latinščino in vzhodno srednje visoko nemščino. Ta del se imenuje nemški ali misijonarska knjiga, ker so ga domnevno zbrali nemški frančiškani.

Kodeks ja na splošno točen, vendar se rahlo razlikuje od drugih virov o kipčaškem jeziku.